# Premier League de Malta 2016-17
La  Premier League de Malta 2016-17 fue la edición número 102 de la Premier League de Malta. La temporada comenzó el 19 de agosto de 2016 y terminó el 6 de mayo de 2017. Hibernians se proclamó campeón.

## Sistema de competición
Los doce equipos participantes jugaron entre sí todos contra todos tres veces totalizando 33 partidos cada uno. Al final de la temporada el primer clasificado obtuvo un cupo para la primera ronda de la Liga de Campeones 2017-18. El segundo y tercer clasificado obtuvieron un cupo a la primera ronda de la  Liga Europa 2017-18. El último clasificado descendió a la Primera División 2017-18, mientras que el undécimo primer clasificado jugó el Play-off de relegación contra el subcampeón de la Primera División 2016-17 que determinó el equipo que jugara en la Premier League la próxima temporada.
Un tercer cupo para la Liga Europa 2017-18 fue asignado al campeón de la Copa Maltesa.

## Equipos participantes
| Equipo           | Ciudad     | Estadio                   | Capacidad |
| ---------------- | ---------- | ------------------------- | --------- |
| Balzan           | Ta' Qali   | Estadio Nacional Ta' Qali | 17.000    |
| Birkirkara       | Birkirkara | Infetti Ground            | 2.500     |
| Floriana         | Floriana   | Independence Ground       | 3.000     |
| Gzira United     | Ta'Qali    | Centenary Stadium         | 2.000     |
| Hamrun Spartans  | Hamrun     | Victor Tedesco Stadium    | 2.000     |
| Hibernians       | Paola      | Hibernians Ground         | 1.500     |
| Mosta            | Mosta      | Estadio Charles Abela     | 600       |
| Pembroke Athleta | Pembroke   | Pembroke Grounds          | 2.000     |
| Sliema Wanderers | Sliema     | Estadio Nacional Ta' Qali | 17.000    |
| St. Andrews      | Pembroke   | Luxol Sports Ground       | 800       |
| Tarxien Rainbows | Tarxien    | Estadio Nacional Ta' Qali | 17.000    |
| Valletta         | La Valeta  | Estadio Nacional Ta' Qali | 17.000    |

### Ascensos y descensos
| Pos. | Ascendidos de Primera División 2015-16 |
| ---- | -------------------------------------- |
| 1    | Gzira United                           |
| 2    | Hamrun Spartans                        |

| Pos. | Descendidos de Premier League 2015-16 |
| ---- | ------------------------------------- |
| 11   | Naxxar Lions                          |
| 12   | Qormi                                 |

## Tabla de posiciones
| Pos. | Equipo           | Pts. | PJ | G  | E  | P  | GF | GC | Dif. | Clasificación 2017–18                         |
| ---- | ---------------- | ---- | -- | -- | -- | -- | -- | -- | ---- | --------------------------------------------- |
| 1    | Hibernians (C)   | 71   | 33 | 22 | 5  | 6  | 64 | 31 | +33  | Primera ronda de la Liga de Campeones         |
| 2    | Balzan           | 64   | 33 | 19 | 7  | 7  | 66 | 40 | +26  | Primera ronda de la Liga Europa               |
| 3    | Birkirkara       | 62   | 33 | 18 | 8  | 7  | 64 | 30 | +34  |                                               |
| 4    | Valletta         | 59   | 33 | 16 | 11 | 6  | 51 | 29 | +22  | Primera ronda de la Liga Europa               |
| 5    | Floriana         | 54   | 33 | 15 | 9  | 9  | 51 | 37 | +14  | Primera ronda de la Liga Europa               |
| 6    | Sliema Wanderers | 52   | 33 | 15 | 7  | 11 | 47 | 37 | +10  |                                               |
| 7    | Gzira United     | 37   | 33 | 10 | 7  | 16 | 43 | 51 | −8   |                                               |
| 8    | St. Andrews      | 37   | 33 | 9  | 10 | 14 | 45 | 51 | −6   |                                               |
| 9    | Tarxien Rainbows | 35   | 33 | 8  | 11 | 14 | 38 | 48 | −10  |                                               |
| 10   | Ħamrun Spartans  | 33   | 33 | 9  | 6  | 18 | 44 | 61 | −17  |                                               |
| 11   | Mosta (O)        | 26   | 33 | 7  | 5  | 21 | 29 | 71 | −42  | Promoción por la permanencia                  |
| 12   | Pembroke Athleta | 18   | 33 | 4  | 6  | 23 | 28 | 64 | −36  | Desciende a Primera División de Malta 2017-18 |

Actualizado a los partidos jugados el 6 de mayo de 2017.
 Fuente: Soccerway
Notas:
1. ↑  Birkirkara se habría clasificado a la Primera ronda de la Liga Europa 2017-18, pero no pudo conseguir la licencia de clubes de la UEFA.[1]
2. ↑  Floriana se clasificó a la Primera ronda de la Liga Europa 2017-18 tras ser campeón de la Copa de Malta.

## Tabla de resultados cruzados
| Local \ Visitante | BAL | BIR | FLO | GZI | ĦAM | HIB | MOS | PEM | SLI | STA | TAR | VAL |
| ----------------- | --- | --- | --- | --- | --- | --- | --- | --- | --- | --- | --- | --- |
| Balzan            | —   | 1–1 | 1–3 | 3–1 | 3–1 | 2–1 | 3–2 | 4–0 | 1–2 | 3–0 | 2–2 | 2–2 |
| Birkirkara        | 3–0 | —   | 1–2 | 2–1 | 2–1 | 0–1 | 2–0 | 2–0 | 1–2 | 4–0 | 3–1 | 0–1 |
| Floriana          | 0–1 | 1–1 | —   | 1–0 | 5–1 | 0–0 | 4–0 | 2–1 | 1–3 | 4–1 | 1–1 | 2–0 |
| Gzira United      | 1–2 | 1–7 | 4–3 | —   | 0–2 | 0–3 | 3–0 | 3–0 | 1–0 | 3–2 | 1–1 | 1–3 |
| Ħamrun Spartans   | 0–1 | 2–0 | 1–1 | 1–1 | —   | 1–4 | 3–0 | 2–1 | 0–3 | 3–1 | 2–3 | 0–3 |
| Hibernians        | 0–2 | 1–2 | 2–2 | 1–1 | 1–3 | —   | 3–1 | 1–1 | 3–1 | 1–0 | 1–0 | 1–0 |
| Mosta             | 0–1 | 0–2 | 0–1 | 2–1 | 2–5 | 0–2 | —   | 0–3 | 2–1 | 1–0 | 0–2 | 0–1 |
| Pembroke Athleta  | 1–2 | 2–1 | 1–2 | 0–0 | 1–0 | 1–2 | 0–3 | —   | 0–1 | 2–2 | 2–2 | 0–3 |
| Sliema Wanderers  | 1–1 | 2–1 | 3–1 | 1–0 | 1–2 | 0–1 | 1–1 | 1–1 | —   | 1–1 | 2–1 | 1–2 |
| St. Andrews       | 0–1 | 1–1 | 1–3 | 1–0 | 3–1 | 1–2 | 1–1 | 4–1 | 3–0 | —   | 1–0 | 0–0 |
| Tarxien Rainbows  | 2–2 | 0–4 | 1–0 | 1–0 | 2–1 | 1–2 | 1–1 | 7–1 | 1–0 | 1–1 | —   | 1–1 |
| Valletta          | 2–2 | 1–1 | 0–0 | 1–0 | 2–0 | 0–2 | 0–0 | 5–1 | 2–1 | 1–1 | 1–0 | —   |

| Local \ Visitante | BAL | BIR | FLO | GZI | ĦAM | HIB | MOS | PEM | SLI | STA | TAR | VAL |
| ----------------- | --- | --- | --- | --- | --- | --- | --- | --- | --- | --- | --- | --- |
| Balzan            | —   | –   | –   | 3–1 | 1–1 | –   | 7–1 | –   | –   | 2–1 | –   | 0–1 |
| Birkirkara        | 3–1 | —   | –   | –   | 3–0 | 2–0 | 3–0 | –   | –   | 2–2 | –   | –   |
| Floriana          | 0–1 | 1–2 | —   | 1–1 | –   | 2–3 | –   | 2–0 | –   | –   | –   | 1–1 |
| Gzira United      | –   | 1–1 | –   | —   | –   | –   | –   | 5–1 | 0–1 | –   | 1–0 | 1–1 |
| Ħamrun Spartans   | –   | –   | 1–2 | 1–3 | —   | –   | –   | 1–2 | 0–2 | 1–1 | –   | 2–1 |
| Hibernians        | 3–1 | –   | –   | 2–0 | 3–3 | —   | 4–0 | –   | –   | 3–1 | –   | –   |
| Mosta             | –   | –   | 0–2 | 1–4 | 2–1 | –   | —   | 4–2 | –   | 1–2 | –   | 1–4 |
| Pembroke Athleta  | 2–5 | 0–2 | –   | –   | –   | 0–3 | –   | —   | 0–2 | –   | 1–1 | –   |
| Sliema Wanderers  | 2–1 | 1–1 | 3–0 | –   | –   | 1–2 | 1–1 | –   | —   | –   | 1–1 | –   |
| St. Andrews       | –   | –   | 0–0 | 2–3 | –   | –   | –   | 6–0 | 1–4 | —   | 1–0 | 3–1 |
| Tarxien Rainbows  | 0–3 | 0–1 | 0–1 | –   | 1–1 | 1–6 | 1–3 | –   | –   | –   | —   | –   |
| Valletta          | –   | 3–3 | –   | –   | –   | 1–0 | –   | 4–0 | 3–1 | –   | 0–2 | —   |

| 1. |

## Play-off de relegación
será jugado entre el penúltimo de la liga y el subcampeón de la Primera División 2016-17.
| 12 de mayo de 2017, 19:30 | Mosta                                   | 3:1 (0:1) | Qormi      | Estadio Nacional Ta' Qali, La Valeta |                            |
|                           | - Mifsud 56' - Pedrinho 58' - Priso 82' | Reporte   | - 6' Medic | Árbitro(s): Alan Mario San           | Árbitro(s): Alan Mario San |

## Goleadores
Actualizado a fin de temporada el 6 de mayo de 2017.
| Pos. | Jugador                | Club             | Goles |
| ---- | ---------------------- | ---------------- | ----- |
| 1    | Bojan Kaljević         | Balzan           | 23    |
| 2    | Jurgen Degabriele      | Hibernians       | 16    |
| 3    | Mario Fontanella       | Floriana         | 14    |
| 4    | Vito Plut              | Birkirkara       | 13    |
| 5    | Jake Grech             | Hamrun Spartans  | 12    |
| 6    | Srđan Dimitrov         | Birkirkara       | 11    |
| 6    | Alexander Nilsson      | Tarxien Rainbows | 11    |
| 6    | Jean Paul Farrugia     | Sliema Wanderers | 11    |
| 6    | Jorge da Silva Pereira | Hibernians       | 11    |